# Balettmästare

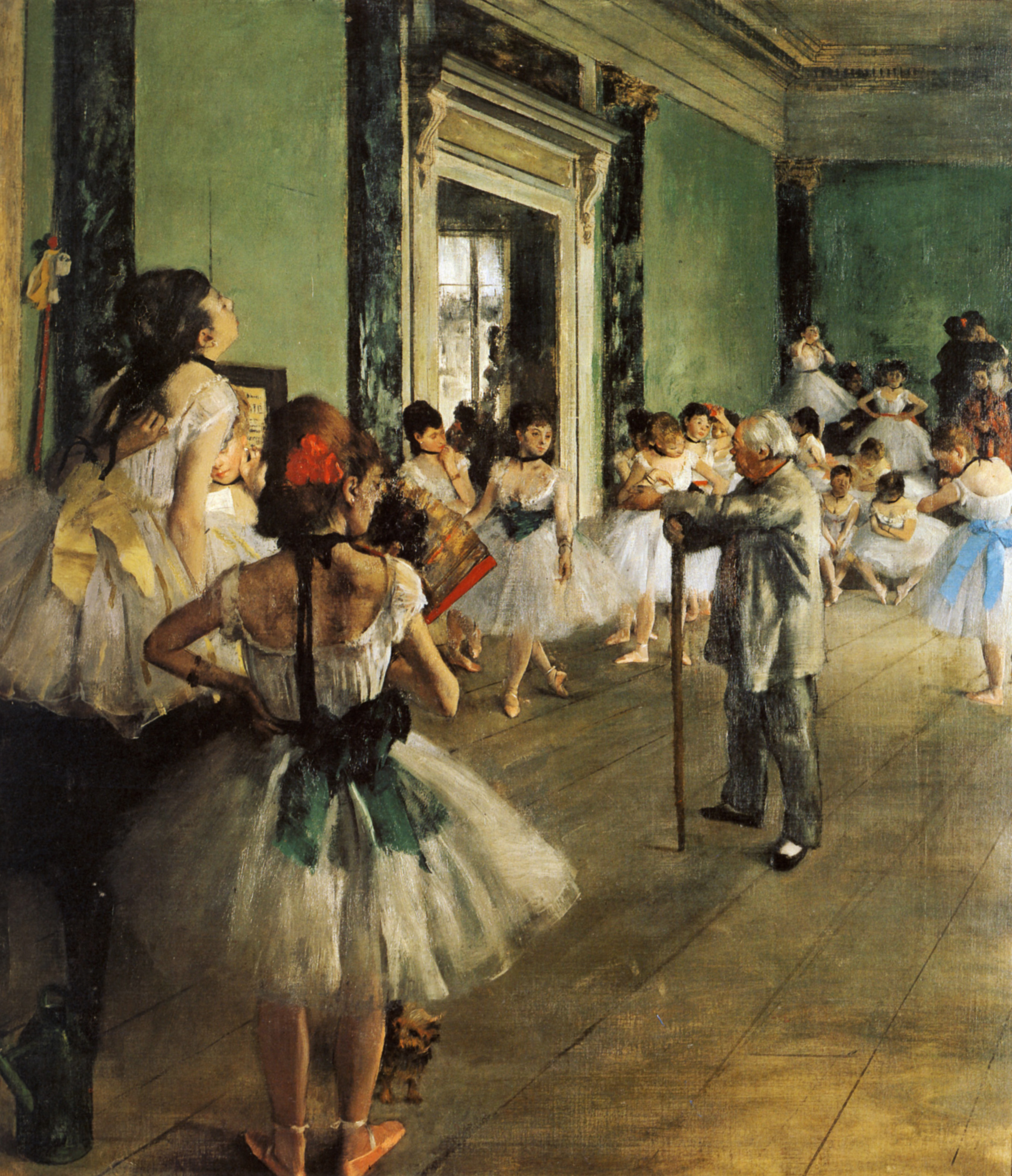
Balettmästaren Jules Perrot undervisar ballerinor (målning av Edgar Degas 1874)

Balettmästare (franska maître de ballet, maîtresse de ballet) kallas den person som har till uppgift att träna och undervisa ett balettsällskaps dansare. Balettmästaren assisterar koreografen samt leder repetitioner.

## Kända balettmästare (urval)
- August Bournonville
- Filippo Taglioni
- Jules Perrot
- Arthur Saint-Léon
- Marius Petipa
- Lev Ivanov
- Frederick Ashton
- George Balanchine
- Rudolf Nurejev